# Ковзанярський спорт на зимових Олімпійських іграх 1984
Змагання з ковзанярського спорту на зимових Олімпійських іграх 1984 тривали з 9 до 18 лютого на ковзанці Зетра в Сараєво (СФРЮ). Розіграно 9 комплектів нагород.

## Чемпіони та призери

### Таблиця медалей
| Місце               | Країна              | Золото | Срібло | Бронза | Загалом |
| ------------------- | ------------------- | ------ | ------ | ------ | ------- |
| 1                   | НДР (GDR)           | 4      | 4      | 3      | 11      |
| 2                   | СРСР (URS)          | 2      | 3      | 4      | 9       |
| 3                   | Канада (CAN)        | 2      | 0      | 1      | 3       |
| 4                   | Швеція (SWE)        | 1      | 1      | 0      | 2       |
| 5                   | Японія (JPN)        | 0      | 1      | 0      | 1       |
| 6                   | Норвегія (NOR)      | 0      | 0      | 1      | 1       |
| Загалом (6 збірних) | Загалом (6 збірних) | 9      | 9      | 9      | 27      |

### Чоловіки
| Дисципліна   | Золото                   | Золото   | Срібло                      | Срібло   | Бронза                         | Бронза   |
| ------------ | ------------------------ | -------- | --------------------------- | -------- | ------------------------------ | -------- |
| 500 метрів   | Сергій Фокічев · СРСР    | 38.19    | Йосіхіро Кітадзава · Японія | 38.30    | Ґаетан Буше · Канада           | 38.39    |
| 1000 метрів  | Ґаетан Буше · Канада     | 1:15.80  | Сергій Хлєбніков · СРСР     | 1:16.63  | Кай Арне Енґельстад · Норвегія | 1:16.75  |
| 1500 метрів  | Ґаетан Буше · Канада     | 1:58.36  | Сергій Хлєбніков · СРСР     | 1:58.83  | Олег Бож'єв · СРСР             | 1:58.89  |
| 5000 метрів  | Томас Ґустафсон · Швеція | 7:12.28  | Ігор Малков · СРСР          | 7:12.30  | Рене Шефіш · НДР               | 7:17.49  |
| 10000 метрів | Ігор Малков · СРСР       | 14:39.90 | Томас Ґустафсон · Швеція    | 14:39.95 | Рене Шефіш · НДР               | 14:46.91 |

### Жінки
| Дисципліна  | Золото                   | Золото       | Срібло           | Срібло  | Бронза                    | Бронза  |
| ----------- | ------------------------ | ------------ | ---------------- | ------- | ------------------------- | ------- |
| 500 метрів  | Кріста Ротенбурґер · НДР | 41.02 (OR)   | Карін Енке · НДР | 41.28   | Наталія Глєбова · СРСР    | 41.50   |
| 1000 метрів | Карін Енке · НДР         | 1:21.61 (OR) | Андреа Шен · НДР | 1:22.83 | Наталія Петрусьова · СРСР | 1:23.21 |
| 1500 метрів | Карін Енке · НДР         | 2:03.42 WR   | Андреа Шен · НДР | 2:05.29 | Наталія Петрусьова · СРСР | 2:05.78 |
| 3000 метрів | Андреа Шен · НДР         | 4:24.79 (OR) | Карін Енке · НДР | 4:26.33 | Ґабі Цанґе · НДР          | 4:33.13 |

## Рекорди
На Іграх у Сараєво не встановлено жодного нового рекорду серед чоловіків, але серед жінок побито всі чотири олімпійські й один світовий.
| Дисципліна          | Дата      | Збірна                   | Час     | OR | WR |
| ------------------- | --------- | ------------------------ | ------- | -- | -- |
| 500 метрів (жінки)  | 10 лютого | Кріста Ротенбурґер (GDR) | 41.02   | OR |    |
| 1000 метрів (жінки) | 13 лютого | Карін Енке (GDR)         | 1:21.61 | OR |    |
| 1500 метрів (жінки) | 9 лютого  | Карін Енке (GDR)         | 2:03.42 | OR | WR |
| 3000 метрів (жінки) | 15 лютого | Андреа Шен (GDR)         | 4:24.79 | OR |    |

## Країни-учасниці
У змаганнях з ковзанярського спорту на Олімпійських іграх у Сараєво взяли участь спортсмени 24-х країн. Британські Віргінські Острови та Югославія дебютували в цьому виді програми.
- Австралія (2)
- Австрія (4)
- Канада (7)
- Китай (12)
- Фінляндія (3)
- Франція (2)
- Західна Німеччина (7)
- Велика Британія (1)
- НДР (10)
- Угорщина (1)
- Італія (3)
- Британські Віргінські Острови (1)
- Японія (9)
- Південна Корея (6)
- Нідерланди (11)
- Норвегія (8)
- Польща (3)
- КНДР (6)
- Румунія (2)
- Швейцарія (1)
- Швеція (6)
- СРСР (17)
- США (13)
- Югославія (4)